# Analogie électro-hydraulique

Analogie entre un circuit hydraulique (à gauche) et un circuit électronique (à droite).

L'analogie électro-hydraulique est une apparence de similitude entre les grandeurs électriques et hydrauliques,,.
Comme le courant électrique est invisible et que les processus en jeu dans l'électronique sont souvent difficiles à démontrer, les différents composants électroniques peuvent être représentés par des équivalents hydrauliques. L'électricité (ainsi que la chaleur) était à l'origine comprise comme une sorte de fluide, et les noms de certaines quantités électriques (comme le courant) sont dérivés d'équivalents hydrauliques. Comme pour toutes les analogies, cela exige une compréhension intuitive et compétente des paradigmes de base (électronique et hydraulique). 
| Grandeur               | Électricité                                    | Hydraulique                                              |
| ---------------------- | ---------------------------------------------- | -------------------------------------------------------- |
| Moteur de l'écoulement | Différence de potentiel U (tension électrique) | Différence de pression ΔP                                |
| Débit induit           | Débit de charge I (courant électrique)         | Débit volumique Q                                        |
| Relation constitutive  | Loi d'Ohm : U = RI                             | Loi de Poiseuille : ΔP = RQ                              |
| Facteur                | Résistance électrique R                        | Résistance hydrodynamique R (voir aussi Perte de charge) |

L'analogie électro-hydraulique permet notamment d’utiliser les résultats classiques des circuits électriques pour la conception de réseaux hydrauliques : loi des mailles, loi des nœuds, diviseurs de tension et de courant.

## Limites de l'analogie
Si appliquée hors de son domaine de validité, l'analogie électro-hydraulique peut créer des idées fausses. Pour qu'elle soit utile, il faut rester conscient que sous certaines conditions, cette analogie n'est plus valable et l'électricité et l'eau se comportent différemment. En particulier, on rappelle que la relation entre les pertes de charge et le débit est obtenue pour des écoulements à petit nombre de Reynolds. La linéarité entre ces quantités provient de l'équation de Stokes.